# شراب شیرین

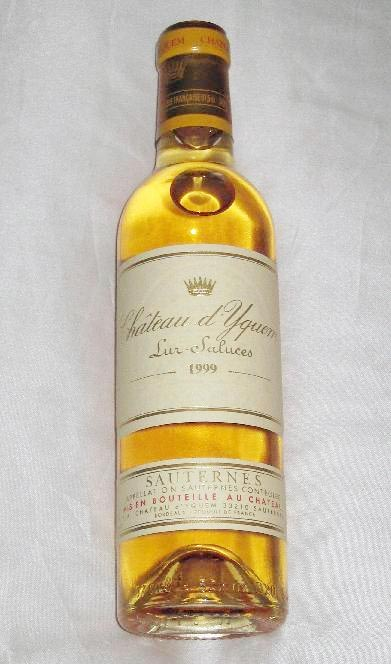
شاتو دیکم که یکی از معروف‌ترین و گران‌قیمت‌ترین شراب‌های شیرین جهان است

شراب شیرین نوعی شراب است که برای شیرین شدن، فرایند تخمیر آن را زودتر از معمول قطع کرده‌اند. با این کار مقداری از شکر موجود در آب انگور تخمیر نشده باقی می‌ماند.
گاه برای تولید شراب شیرین پس از پایان تخمیر اندکی شکر به شراب آماده اضافه می‌کنند.

## تاریخچه
کتاب شراب فصل: داستان شراب نوشته هیو جانسون (Hugh Johnson) روش‌های مختلفی را ارائه می‌دهد که در طول تاریخ برای شیرین کردن شراب استفاده می‌شده‌است. متداول‌ترین روش، برداشت انگور در زودترین زمان ممکن بود. این روش در زمان رومی‌ها توسط ویرجیل (Virgil) و مارشال (Martial) حمایت می‌شد. یونانیان باستان نیز انگور را زود برداشت می‌کردند تا مقداری از اسیدیتهٔ آن را حفظ کنند و سپس انگورها را برای چند روز در آفتاب رها می‌کردند تا چروکیده شوند و قندشان غلظت پیدا کند. در کرت نیز با چرخاندن ساقه‌های انگور، به نتیجهٔ مشابهی می‌رسیدند. بدین صورت که آنها را از شیرهٔ انگور محروم کرده و می‌گذاشتند که روی درخت انگور خشک شوند. روشی که باعث تولید پاسوم (passum) و معادل آن در ایتالیای مدرن، پاسیتو (passito) می‌شود.
توقف تخمیر همچنین می‌تواند شیرینی بالقوهٔ شراب را افزایش دهد. در دوران باستان، این امر با غوطه‌ور سازی آمفوره‌ها (amphorae) در آب سرد در طول زمستان حاصل می‌شد.